# A fiú sorsa
A fiú sorsa (eredeti cím: The Son) 2022-es amerikai-brit-francia filmdráma Florian Zeller rendezésében. A forgatókönyvet Zeller 2018-as, azonos című színpadi darabjából Zeller és Christopher Hampton írta. A főbb szerepekben Hugh Jackman, Laura Dern, Vanessa Kirby, Zen McGrath, Hugh Quarshie és Anthony Hopkins látható. Zenéjét Hans Zimmer szerezte.
Világpremierje 2022. szeptember 7-én volt a 79. Velencei Nemzetközi Filmfesztiválon, majd 2022. november 25-én egyhetes limitált mozibemutatót tartottak New Yorkban és Los Angelesben, mielőtt a Sony Pictures Classics 2023. január 20-án szélesebb körben bemutatta volna az Egyesült Államokban. Általánosságban vegyes véleményeket kapott a kritikusoktól, Jackman alakítása azonban dicséretet kapott, a 80. Golden Globe-díjátadón és a 27. Satellite Awardon a legjobb filmszínész (filmdráma) kategóriában díjakra jelölték.

## Cselekmény
Peter Miller sikeres ügyvéd nemrégiben házasodott össze második feleségével, Beth-tel, akivel együtt neveli újszülött gyermeküket. Petert váratlanul meglátogatja volt felesége, Kate. A nő elmondja neki, hogy 17 éves fiuk, Nicholas már több mint egy hónapja nem jár iskolába, folyamatosan rosszkedvű és kedvetlen. Mivel Kate-et túlságosan megviseli az egész helyzet, és néha félti Nicholast, Peter megígéri neki, beszélni fog a fiával. A beszélgetés során Nicholas kifejezi, hogy szeretne az apjával élni, mivel már nem bírja elviselni az otthoni fájdalmakat. Beth ellenvetései ellenére Nicholas beköltözik az apjához és új családjához. Mivel Peter sokat utazik üzleti ügyben, és egy állásajánlatot kap Washingtonban, Beth és Nicholas kénytelenek egyedül boldogulni.
Nicholas hangulata a következő időszakban javulni látszik. Azt állítja, újra jól érzi magát az iskolában, és rendszeresen felkeres egy terapeutát, hogy kezelje depresszióját. A hangulat azonban megváltozik, amikor Beth egy kést talál Nicholas szobájában, amellyel a tinédzser láthatóan bántani akarja magát. Peter csalódott, hogy a fia visszatért a régi viselkedésformáihoz, és erőfeszítései ellenére sem tudja megérteni a rossz mentális állapotát. Nicholas ekkor elárulja apjának, a szülei válása volt a kiváltó oka a depressziójának, és úgy érzi, elhanyagoltnak és feleslegesnek érzi magát az új életkörülményei miatt.
Nicholas öngyilkosságot kísérel meg apja lakásában, de Beth időben rátalál, és kórházba szállítja. A kezelőorvos, Dr. Harris még néhány hétig a pszichiátrián akarja tartani a fiút, a jövőben való önkárosító viselkedésének kizárása érdekében, de a tinédzser könyörög szüleinek, hogy vegyék ki a kórházból, hiszen mostanra már ő maga is belátta problémáját. Hosszas hezitálás után Peter és Kate nehéz szívvel úgy dönt, eleget tesznek Nicholas kívánságának, és kiveszik őt a kórházból. Peter és Kate számára a döntés elsőre helyesnek tűnik, ám Nicholas nem sokkal később lelövi magát apja vadászpuskájával.
Négy évvel később Peter még mindig magát hibáztatja, amiért nem volt eleget a fiával, és hogy ő a felelős a fiú öngyilkosságáért. Beth ezzel szemben megpróbálja megértetni a férjével; van még egy fia, akiről gondoskodnia kell.

## Szereplők
| Szerep                                          | Színész                  | Magyar hang        |
| ----------------------------------------------- | ------------------------ | ------------------ |
| Peter Miller, sikeres ügyvéd, családapa         | Hugh Jackman             | László Zsolt       |
| Beth, Peter második felesége                    | Vanessa Kirby            | Kovács Patrícia    |
| Kate Miller, Peter exfelesége                   | Laura Dern               | Vándor Éva         |
| Nicholas Miller, Peter depressziós fia          | Zen McGrath              | Ács Balázs         |
| Nicholas Miller, Peter depressziós fia          | George Cobell (fiatalon) | Tóth Bálint        |
| Dr. Harris, Nicholas terapeutája                | Hugh Quarshie            | Fillár István      |
| sürgősségi pszichiáter                          | Gretchen Egolf           |                    |
| Alexandra                                       | Shin-Fei Chen            | Veszelovszki Janka |
| Anthony Miller, Peter apja és Nicholas nagyapja | Anthony Hopkins          | Fodor Tamás        |

### Magyar változat
- Magyar szöveg: Csigás Tünde
- Hangmérnök és vágó: Kiss Pál
- Gyártásvezető: Bogdán Anikó
- Szinkronrendező: Pócsik Ildikó
- Produkciós vezető: Fodor Eszter

A szinkront a MAHIR Szinkronstúdió készítette el.

## Díjak és jelölések
| Díj                               | Időpont                             | kategória                                 | Átvevő         | Eredmény | Forrás |
| --------------------------------- | ----------------------------------- | ----------------------------------------- | -------------- | -------- | ------ |
| AACTA International Awards        | 2023. február 24.                   | Legjobb férfi főszereplő                  | Hugh Jackman   | Jelölve  | [ 7 ]  |
| Golden Globe-díj                  | 2023. január 10.                    | Legjobb férfi főszereplő – drámai filmben | Hugh Jackman   | Jelölve  | [ 8 ]  |
| Satellite Awards                  | 2023. március 3.                    | Legjobb férfi főszereplő – drámai filmben | Hugh Jackman   | Jelölve  | [ 9 ]  |
| Velencei Nemzetközi Filmfesztivál | 2022. augusztus 31 - szeptember 10. | Arany Oroszlán díj                        | Florian Zeller | Jelölve  | [ 10 ] |

## Fordítás
- Ez a szócikk részben vagy egészben  a   The Son (2022 film) című angol Wikipédia-szócikk fordításán alapul.  Az eredeti cikk szerkesztőit annak laptörténete sorolja fel. Ez a jelzés csupán a megfogalmazás eredetét és a szerzői jogokat jelzi, nem szolgál a cikkben szereplő információk forrásmegjelöléseként.